# Asfalt (sèrie de televisió)
Asfalt és una sèrie de televisió, on la seva particularitat és ser la primera sèrie de ficció que té lloc íntegrament a l'interior d'un cotxe. Està formada per capítols independents i la seva durada està en torn dels 15 i minuts. Cada capítol està dirigit per un director o directora català diferent i els actors també canvien a cada capítol.
La seva estrena fou el 20 de març de 2024 i s'estrenà a la plataforma 3Cat. La primera temporada constarà de sis capítols i té un pressupost de 410.000 euros. Cada temporada d'"Asfalt" tindrà una temàtica diferent. En aquesta primera temporada serà el d'identitat.

## Argument
L'interior d'un automòbil és un lloc quotidià i íntim. És un espai que tant pot ser alliberador com claustrofòbic i on la nostra privacitat està exposada. Aquestes particularitats fan del cotxe l'espai perfecte per narrar històries que aprofundeixen a tots els racons de l'ésser humà.

## Episodis
| Episodi        | Data d'estrena | Direcció            | Actors/actrius                                                    |
| -------------- | -------------- | ------------------- | ----------------------------------------------------------------- |
| 1. Taxi        | 20 març 2024   | Menna Fité          | David Bagès i Joan Carreras                                       |
| 2. La Núvia    | 20 març 2024   | Laura Garcia Alonso | Katrin Vankova i Xavi Sáez                                        |
| 3. El sopar    | 20 març 2024   | Roger Padilla       | Marta Calvó i Xicu Masó                                           |
| 4. Amnèsia     | 20 març 2024   | Gemma Ferraté       | Patrícia Bargalló i Jaume Madaula                                 |
| 5. El tiet     | 20 març 2024   | David Moragas       | Pep Cruz i Rubén de Eguía                                         |
| 6. Les amigues | 20 març 2024   | Irene Moray         | Yolanda Sey, Elsie Dantart, Alexandra Agulló i Clàudia Malagelada |